# Alex Karpovsky
 (février 2022).
Si vous disposez d'ouvrages ou d'articles de référence ou si vous connaissez des sites web de qualité traitant du thème abordé ici, merci de compléter l'article en donnant les références utiles à sa vérifiabilité et en les liant à la section « Notes et références ».
Alexander Karpovsky est un acteur, réalisateur, producteur et scénariste américain, né le 23 septembre 1975 à Newton, Massachusetts (États-Unis).
Il est notamment connu pour avoir joué Ray Ploshansky dans les séries Girls et Homecoming.

## Biographie
Alexander Karpovsky est né le 23 septembre 1975 à Newton, Massachusetts (États-Unis).

## Filmographie

### Cinéma

#### Longs métrages
- 2003 : Cry Funny Happy de Sam Neave : Henry
- 2005 : The Hole Story de lui-même : Alex (également scénariste)
- 2009 : Beeswax d'Andrew Bujalski : Merrill
- 2009 : Harmony and Me de Bob Byington : Mike
- 2010 : Tiny Furniture de Lena Dunham : Jed
- 2010 : Lovers of Hate de Bryan Poyser : Paul
- 2010 : Bass Ackwards de Linas Phillips : Vlad, le russe
- 2010 : Incredibly Small de Dean Peterson : Tom
- 2011 : Codependent Lesbian Space Alien Seeks Same de Madeleine Olnek : Un jeune policier
- 2011 : Wuss de Clay Liford : Wally Combs
- 2011 : Silver Bullets de Joe Swanberg : Le caméraman d'Ethan
- 2011 : Almost in Love de Sam Neave : Sasha
- 2012 : Sleepwalk with Me de Mike Birbiglia : Matt Pandamiglio
- 2012 : Gayby de Jonathan Lisecki : Peter
- 2012 : Supporting Characters de Daniel Schechter : Nick
- 2012 : Rubberneck de lui-même : Paul Harris (également scénariste)
- 2012 : Marvin Seth and Stanley de Stephen Gurewitz : Seth Greenstein
- 2012 : Red Flag de lui-même : Alex (également scénariste)
- 2013 : Inside Llewyn Davis de Joel et Ethan Coen : Marty Green
- 2013 : Good Night de Sean H.A. Gallagher : Jake
- 2014 : The Foxy Merkins de Madeleine Olnek : Le vendeur au magasin érotique / Un exécutif de chez CNN
- 2014 : Summer of Blood d'Onur Tukel : Jamie
- 2015 : Devil Town de Sophia Takal : Terrence Bard
- 2015 : Tired Moonlight de Britni West : Mike
- 2015 : Bloomin Mud Shuffle de Frank V. Ross : Chuck
- 2015 : 7 Chinese Brothers de Bob Byington : Kaminsky
- 2015 : Booger Red de Berndt Mader : L'éditeur
- 2016 : Ave, César ! (Hail, Caesar !) de Joel et Ethan Coen : Mr Smitrovich
- 2016 : Happy Baby de Stephen Elliott : Ben Peterson
- 2016 : Little Sister de Zach Clark : L'homme à Déli
- 2016 : Folk Hero & Funny Guy de Jeff Grace : Paul
- 2016 : My Entire High School Sinking Into the Sea de Dash Shaw : Drake (voix)
- 2017 : Sidney Hall de Shawn Christensen : Bauer
- 2017 : Fits and Starts de Laura Terruso : Charles
- 2017 : Girlfriend's Day de Michael Paul Stephenson : Styvesan
- 2018 : Front Runner : Le Scandale (The Front Runner) de Jason Reitman : Mike Stratton
- 2018 : Rosy de Jess Bond : Marty
- 2018 : Being Frank de Miranda Bailey : Ross
- 2019 : The Sound of Silence de Michael Tyburski : Landon
- 2019 : The Return of the Yuletide Kid d'Anthony Richards : Michael
- 2021 : Cryptozoo de Dash Shaw : David (voix)

#### Courts métrages
- 2010 : The GrownUps de Jason Wehling : Paul
- 2013 : We Could Be Your Parents de Charlie Anderson : Bob
- 2013 : The Young Housefly de Laurence Vannicelli : Housefly (voix)
- 2015 : Possibilia de Daniel Kwan et Daniel Scheinert : Rick
- 2015 : Amy de Jacob Chase : Saddler
- 2015 : What We Talk About When We Talk About Zombies de Stephen Elliott : Michael
- 2015 : The Opportunity de Tatia Rosenthal : Le narrateur (voix)
- 2015 : Actor Seeks Role de Michael Tyburski : Paul
- 2016 : Crush de Katherine Bernard : Steven
- 2020 : The Ride de Linas Phillips : Chris
- 2022 : My Idea de Kailee McGee : My Idea

### Télévision

#### Séries télévisées
- 2012 / 2015 : New York, unité spéciale (Law and Order : Special Victims Unit) : Officier Stephen Lomatin
- 2012 - 2017 : Girls : Ray Ploshansky
- 2016 : RIP : Fauchés et sans repos (Deadbeat) : Jerryd, le menteur
- 2018 : Drunk History : Zvi Aharoni
- 2018 - 2020 : Homecoming : Craig
- 2020 : Larry et son nombril (Curb Your Enthusiasm) : Dr Seiderman
- 2022 : Angelyne : Jeff Glaser

### Clips
- 2017 : MGMT : When You Die : Le Magicien